# Le fiamme di Toledo
Le fiamme di Toledo è un romanzo di Giulio Angioni pubblicato nel 2006 da Sellerio.

## Trama
Sigismondo Arquer, primogenito di una famiglia di magistrati di Cagliari e lui stesso già sui vent'anni procuratore generale del Regno di Sardegna, allora parte della corona degli Asburgo di Spagna, in queste pagine "rivede" la sua vita nel chiuso della sua cella del carcere dell'inquisizione di Toledo, raccontando per noi in prima persona. Lo fa per intendere com'è che ieri è arrivato a essere condannato al rogo, dove salirà fra tre giorni, il 4 giugno 1571, a 41 anni e dopo quasi nove anni di carcere. La conclusione a Sigismondo appare chiara e dura: che non può vivere una vita rovinata dall'abiura delle sue convinzioni più profonde.
Il racconto è un lungo incalzante esame di coscienza, fatto in articulo mortis, che si svolge ripercorrendo una vita movimentata, vissuta pericolosamente tra Sardegna, Toscana, Svizzera, Spagna, e con contatti con i grandi dell'epoca, da Filippo II ai riformatori italiani ed europei contemporanei di Sigismondo. I fatti narrati sono quasi in toto realmente accaduti a persone realmente esistite, che in queste pagine hanno i loro veri nomi, e come fatti qui accadono nei luoghi del loro reale accadere.

## Riconoscimenti
- Premio Mondello
- Premio Fondazione Corrado Alvaro
- Roberto Saportio, I vincitori del premio letterario Arena, su Acri In Rete. URL consultato il 2 ottobre 2021 (archiviato dall'url originale il 2 luglio 2013).
- Premio Costantino Nigra (PDF), su comune.castelnuovonigra.to.it. URL consultato il 1º giugno 2013 (archiviato dall'url originale il 4 marzo 2016).

## Edizioni
- Giulio Angioni, Le fiamme di Toledo, cartacea, Sellerio, 2006,  pp. 372, ISBN 88-389-2097-4.
- Giulio Angioni, Le fiamme di Toledo, Sellerio, 2012 (quarta edizione cartacea + ebook).